# سينما ستاف
سنيما ستاف هي فرقة روك يابانية في ولاية غيفو. تشكل هذا الأخير عندما كان أعضاء الفرقة في المدرسة العليا. حصلوا لأول مرة على جائزة بوني كانيون إنك في يونيو عام 2012، مع إطلاقهم (إ بي إلى الأخضر). أغنيتهم «هروب عظيم» استعملت للشارة النهائية لمسلسل الأنمي هجوم العمالقة. أغنيتهم الحالية «كريفودا»، أُستعملت للشارة الافتتاحية الموضوعية الرابعة للمسلسل الأنمي يو-غي-أوه! آرك-في.

## التسجيل
ألبومات-صغيرة
1. document (نوفمبر 2008)
2. Symmeteronica (يونيو 2009)
3. Blue،under the imagination (يوليو 2010)
4. SALVAGE YOU (سبتمبر 2012)

### الألبومات
1. cinema staff (يونيو 2011)
2. Boukyou (望郷) (مايو 2013)
3. Drums،Bass،2(to)Guitars (أبريل 2013)
4. blueprint (أبريل 2015)
5. eve (مايو 2016)

Netsugen (熱源؛ Heat Source) (مايو 2017)

### إ بي إس
1. into the green (يونيو 2012)
2. WAYPOINT E.P. (أكتوبر 2015)
3. SOLUTION E.P. (ديسمبر 2015)
4. Vektor E.P. (نوفمبر 2016)

الأغاني
1. Suiheisen wa Yoru Ugoku (水平線は夜動く) (يناير 2011)
2. Chiisana Shokutaku (小さな食卓) (فبراير 2012)
3. Seinansei no Niji (西南西の虹) (فبراير 2012)
4. great escape (أكتوبر 2013)

## وصلات خارجية
- سينما ستاف على موقع ميوزك برينز (الإنجليزية)
- سينما ستاف على موقع أول ميوزيك (الإنجليزية)
- سينما ستاف على موقع ديسكوغز (الإنجليزية)
- سينما ستاف على موقع ANN person (الإنجليزية)

الموقع الرسمي